# John Acton (Musiker)
John Acton (* 28. September 1863 in Manchester; † 5. Mai 1915 in Bournemouth) war ein britischer Sänger, Gesangspädagoge und Komponist.

## Leben
John Acton erhielt privaten Musikunterricht in Manchester. Später nahm er Gesangsunterricht bei Francesco Lamperti in Mailand. Im Juli 1882 bestand er das Examen am College of Organists mit einem Zertifikat erster Klasse. Zu dieser Zeit war er Organist an der St. Peters Church in Blackley, einem Stadtteil von Manchester. Von 1882 bis 1892 hatte er mehrere Anstellungen als Organist. Er gab Gesangsunterricht und leitete verschiedene Chöre.  1889 heiratete er Alice Hestermann Mandley (* 1866). Ab 1894 leitete er die St. Cecilia Choral Society in Manchester. Der Chor hatte 1894 dreiundsiebzig Mitglieder und wurde 1898 aufgelöst.
John Acton unterrichtete am Royal College of Music in Manchester seit dessen Eröffnung 1894 als Gesangsprofessor.  Beim siebzehnten Chorfestival vom 25. bis 26. Mai 1908 zählte Acton zusammen mit Tertius Noble (1867–1953) und C. R. Fogg zur Jury. Beim Abschlusskonzert dirigierte er den Gesamtchor, der die Kantate The power of sound von Arthur Somervell aufführte. Zu seinen Schülern zählten der englische Bassis Norman Allin (1884–1973), der englische Tenor Charles Edgar (Webstar) Millar (1874–1924), der englische Bariton George Baker (1884–1976), die englische Mezzosopranistin Edith Clegg und die englische Sopranistin Agnes Nicholls (1877–1959).

## Werke (Auswahl)
- For Home and Liberty. Chor für Männerstimmen mit Klavierbegleitung, Text: W.V. Harnett, Novello, Ewer and Co, London, New York, 1889 OCLC 497035670
- Forest bells, Kantate für Frauenstimmen (Soli und Chor zu drei Stimmen), Text: Edward Oxenford, Augener & Co., London, 1892 OCLC 50163207
- The rose and the nightingale, Kantate für Frauenstimmen, Text: Edward Oxenford, Augener & Co., London, 1893 OCLC 50159410 OCLC 497035691
- Sechs Duette für Frauenstimmen
- Songs on the River, sechs Lieder
- The Fairies, Sechs zweistimmige Lieder für Frauenstimmen mit Klavierbegleitung, Text: Edward Oxenford, Augener & Co., London OCLC 1253818228
- Songs of wood and fairyland, Sechs zweistimmige Lieder für Frauenstimmen mit Klavierbegleitung, Augener & Co., London OCLC 1253818228